# Torre de televisión de Pécs
La Torre de TV de Pécs (en húngaro: Pécsi tévétorony) es una torre de radiodifusión en Pécs, una localidad de Hungría, mide unos 176 metros, con una plataforma de observación de acceso público a una altura de 75 metros, y un restaurante a los 72 metros. La torre fue construida entre 1968 y 1973, hay una exposición de dinosaurios en el nivel de restaurante, con dos dinosaurios de tamaño natural tipo maqueta, que representan al Komlosaurus una vez nativo en el área.